# (300028) 2006 UT98
(300028) 2006 UT98 es un asteroide perteneciente al cinturón de asteroides, descubierto el 18 de octubre de 2006 por el equipo del Spacewatch desde el Observatorio Nacional de Kitt Peak, Arizona, Estados Unidos.

## Designación y nombre
Designado provisionalmente como 2006 UT98.

## Características orbitales
2006 UT98 está situado a una distancia media del Sol de 3,115 ua, pudiendo alejarse hasta 3,519 ua y acercarse hasta 2,711 ua. Su excentricidad es 0,129 y la inclinación orbital 8,220 grados. Emplea 2008,55 días en completar una órbita alrededor del Sol.

## Características físicas
La magnitud absoluta de 2006 UT98 es 15,8.